# Bob McCoy
Robert „Bob“ McCoy (* ca. 1929; † 5. März 2011) war ein US-amerikanischer Jazztrompeter und Musikpädagoge.
McCoy studierte an der University of West Virginia, wo er später als Adjunct Professor tätig war. Er arbeitete beim Fernsehsender NBC als Mitglied des Studioorchesters der Tonight Show, Late Night with David Letterman (1987) und Late Night with Conan O’Brien (1998); außerdem war er Lead-Trompeter bei Maynard Ferguson, Woody Herman and His Orchestra und Mel Lewis. Ferner war er als Endorser für Yamaha tätig und entwickelte eine Reihe von Trompeten-Mundstücken.
Im Bereich des Jazz war er zwischen 1964 und 2001 an 13 Aufnahmesessions beteiligt, u. a. mit Johnny Richards (My Fair Lady – My Way, 1964), Ray Starling, Doc Severinsen (The Great Arrival, 1967), Claus Ogerman, Marlene VerPlanck, Tony Mottola, Urbie Green (Big Beautiful Band, 1974), Gato Barbieri (Chapter Three: „Viva Emiliano Zapata“, 1974), The Manhattan Transfer und Roy Roman. McCoy wirkte auch bei den Film-Soundtracks von Sesamstraße und The Wiz – Das zauberhafte Land mit.